# 45 (álbum de Kinó)
45 es el álbum debut de la banda soviética Kino. Fue grabado en el estudio AnTrop, propiedad de Andrei Tropillo, y distribuido en magnitizdat. En ese entonces Kino estaba compuesto sólo por Viktor Tsoi y Aleksei Rybin. Boris Grebenshchikov lo produjo y proveyó instrumentos adicionales. Otros miembros de Akvarium también participaron en la grabación.

## Pistas
1. "Время есть, а денег нет" / Vremya yest, a deneg net / Hay tiempo, pero no dinero
2. "Просто хочешь ты знать" / Prosto hochesh ty znat/ Sólo quieres saber
3. "Алюминиевые огурцы" / Alyuminievye ogurtsy / Pepinos de aluminio
4. "Солнечные дни" / Solnechnye dni / Días soleados
5. "Бездельник" / Bezdelnik / Vago
6. "Бездельник 2" / Bezdelnik 2 / Vago 2
7. "Электричка" / Eelektrichka / Locomotora eléctrica
8. "Восьмиклассница" / Vosmiklassnitsa / Chica de octavo grado
9. "Мои друзья" / Moi druzya / Mis amigos
10. "Ситар играл" / Sitar igral / Sonó el sitar
11. "Дерево" / Derevo / Árbol
12. "Когда-то ты был битником" / Kogda-to byl bitnikom / Solía ser un beatnik
13. "На кухне" / Na kuhne / En la cocina
14. "Я — асфальт" / Ya - asfalt / Soy asfalto

## Músicos

### Kino
- Víktor Tsoi - Voz, Guitarra
- Aleksei Rybin - Guitarra

### Akvarium
- Boris Grebenshchikov - Guitarra, glockenspiel, coro
- Mihail Vasil'ev - Batería programada, coro
- Vsevolod Gakkel - Cello
- Andrei Romanov - Flauta

### Otros
- Andrei Tropillo - Coro